# Maikol Ortiz
Maikol Ortiz (Anzoátegui, Venezuela, 16 de octubre de 1998) es un futbolista venezolano. Juega en el medio campo y su equipo actual es Deportivo Anzoátegui de la Tercera División de Venezuela.

## Clubes
| Club                    | País      | Año               |
| ----------------------- | --------- | ----------------- |
| Centro Cultural Español | Venezuela | 2008 - 2009       |
| Caracas FC              | Venezuela | 2009 - 2012       |
| Anzoátegui              | Venezuela | 2012 - Actualidad |